# Zenker (Familienname)
Zenker ist ein deutscher Familienname.

## Varianten
- Zänker, Zencker, Zenk

## Namensträger
- Adolf Zenker (1892–1919), österreichischer Zahnarzt
- Alton Zenker (1933–2008), US-amerikanischer Bischof
- Birgit Zenker (* 1965), Bundesvorsitzende der KAB Deutschland
- Carl August Zenker (1830–1889), sächsischer Generalmajor
- Christian Zenker (* 1940), deutscher Jurist
- Christian Zenker (Sänger) (* 1975), deutscher Opern-, Konzert- und Liedsänger (Tenor)
- Christian Daniel Zenker (1766–1819), sächsischer Hoffuttermarschall geheimer Finanzsekretär, Entomologe
- Edith Zenker (1914–1987), deutsche Literaturwissenschaftlerin
- Ernst Viktor Zenker (1865–1946), österreichischer Journalist und Parlamentarier
- Falk Zenker (* 1967), deutscher Gitarrist, Komponist und Klangkünstler
- Ferdinand Zenker (1792–1864), deutscher Kämpfer in den Befreiungskriegen, Landwirt und Gutsbesitzer
- Flora Zenker (1870–1916), deutsche Malerin
- Florian Zenker (* 1972), deutscher Jazz-Gitarrist und Komponist
- Frank Zenker (* vor 1994), deutscher Trance-DJ und -Produzent, siehe Scot Project
- Franz von Zenker (1856–1925), österreichischer Politiker, bis 1916 Minister für Ackerbau
- Franz G. Zenker, österreichischer Koch
- Friedrich Albert von Zenker (1825–1898), deutscher Arzt und Pathologe
- Georg Zenker (Künstler) (1869–1933), deutscher Maler und Innenarchitekt
- Georg Zenker (Fußballspieler) (1921–1975), deutscher Fußballspieler
- Georg August Zenker (1855–1922), deutscher Gärtner, Botaniker und Zoologe
- Gustav Zenker (1808–1875), deutscher Pädagoge, Gründer der Zenkerschen Unterrichts- und Erziehungsanstalt
- Hans Zenker (1870–1932), deutscher Marineoffizier
- Hartmut Zenker (1922–1991), deutscher Bibliothekar und Schriftsteller
- Helmut Zenker (1949–2003), österreichischer Schriftsteller und Drehbuchautor
- Hildegard Zenker (1909–1999), deutsche Fotografin
- Johann Gottlob Friedrich Zenker (1753–1826), preußischer Beamter
- Johann Christoph Zenker (1738–1799), Dichter, Theologe
- Jonathan Karl Zenker (1799–1837), deutscher Naturwissenschaftler
- Josef Zenker (1832–1907), deutscher Historienmaler
- Julius Theodor Zenker (1811–1884), deutscher Orientalist, Übersetzer und Privatgelehrter
- Karl-Adolf Zenker (1907–1998), deutscher Marineoffizier
- Konrad Zenker (1864–1894), deutscher Histologe
- Martin Zenker (* 1970), deutscher Jazz-Bassist, Professor für Jazzbass
- Olaf Zenker (* 1973), deutscher Ethnologe
- Ramon Zenker (* 1968), deutscher Musikproduzent
- Richard von Zenker (1853–1945), sächsischer Generalmajor
- Rudolf Zenker (1903–1984), deutscher Chirurg
- Rudolf Zenker (Romanist) (1862–1941), deutscher Romanist, Provenzalist und Mediävist
- Selda Zenker (* 1974), deutsche Sängerin und Songwriterin
- Thomas Zenker (* 1975), ein deutscher Politiker
- Tibor Zenker (* 1976), österreichischer Autor
- Tom Zenker (* 1971), deutscher Regisseur, Drehbuchautor und Filmeditor
- Walter Zenker (* 1914), deutscher Marineoffizier und Unternehmer, Gründer eines Fertighausherstellers
- Wilhelm Zenker (1829–1899), deutscher Naturforscher und Fotograf
- Wolfgang Zenker (Offizier) (1898–1918), deutscher Marineoffizier
- Wolfgang Zenker (Schriftsteller) (1898–1955), deutscher Schriftsteller
- Wolfgang Zenker (Mediziner) (1925–2022), österreichischer Anatom und Hochschullehrer